# Yússuf ibn Abd-ar-Rahman al-Fihrí
Yússuf ibn Abd-ar-Rahman al-Fihrí (àrab: يوسف بن عبد الرحمن الفهري, Yūsuf ibn ʿAbd ar-Raḥmān al-Fihrī) (vers 691 - 759 o 760) fou el darrer governador o valí de l'Àndalus (747-756). Era rebesnet del conqueridor àrab Uqba ibn Nafi i, per tant, d'origen quraixita.
Després de viure a al-Qayrawan (a Bilad al-Jarid, actual Tunísia), algunes disputes amb el seu pare Abd-ar-Rahman al-Fihrí el van fer emigrar a l'Àndalus quan va pujar al govern d'Ifríqiya Bixr ibn Safwan al-Kalbí (720/721-727/728). Va ser nomenat valí d'Arbuna (Narbona) i llavors es va aliar amb el duc borgonyó Mauront, prenent la ciutat d'Avennio, a la Borgonya (actual Provença), el 734. Quan el 740 Abd-al-Màlik ibn Qàtan al-Fihrí substituí Uqba ibn al-Hajjaj as-Salulí com a valí de l'Àndalus, fou deposat en el comandament d'Arbuna, essent substituït per Abd-ar-Rahman ibn Àlqama.
Va ser nomenat valí de l'Àndalus per instigació d'as-Sumayl ibn Hàtim al-Kilabí el 746/747, rebent el suport de les diverses faccions; però el consens va durar poc temps. Les fonts el presenten com a manipulat per as-Sumayl que figurava com el seu lloctinent però tenia el poder efectiu. La seua política favorable als qaysís va provocar la revolta dels kalbís sota el comandament del destituït valí Abu-l-Khattar, els quals foren derrotats en la batalla de Xaqunda (747). Els combats es van aturar per la gana que patia el país, Yússuf va aconseguir imposar-se i va ser prou fort per desfer-se d'as-Sumayl, que va enviar com a governador de la Marca Superior musulmana amb residència a Saraqusta (Saragossa) el 749. Això no va agradar a As-Sumayl, que ho va considerar un desterrament dissimulat, però va obeir i va anar a la seu del seu govern, on per dues vegades va ser assetjat pels rebels mudarites (però no qaysites), la primera vegada el 754 dirigits per Amr al-Abdarí i al-Hubab ibn Rawaha az-Zuhrí.
En situació desesperada, as-Sumayl va demanar ajut a Yússuf al-Fihrí, però aquest no va poder o no va voler fer res. As-Sumayl va recórrer als àrabs del seu jund de Kinnasrin i del jund de Damasc, que van reunir junts un contingent de 400 cavallers entre els quals 30 clients omeies; de camí a Saraqusta se'ls van unir altres homes i quan es van acostar els assetjadors es van retirar (meitat del 754). As-Sumayl i els seus aliats van anar llavors a Qúrtuba (Còrdova) i, mentre, els rebels mudarites van retornar a Saraqusta, que van ocupar (just al sortir el governador i els seus aliats). Yússuf va acollir as-Sumayl com el seu lloctinent i aquest va evitar recriminar-li la seva actuació, i el 755 as-Sumayl i Yússuf al-Fihrí van decidir marxar a Saraqusta per combatre els rebels. En acostar-se a la ciutat la primavera del 755, els habitants van entregar els dos caps rebels mudarites, que foren executats, i es van rendir.
Durant aquesta campanya els omeies van sol·licitar (per segon cop, la primera vegada havia estat en el viatge entre Saraqusta i Qúrtuba, l'any anterior) el suport d'as-Sumayl al projecte del príncep omeia Abd-ar-Rahman ibn Muàwiya de desembarcar a l'Àndalus. As-Sumayl inicialment es va mostrar d'acord, però després s'ho va repensar i va manifestar que només admetria la presència del príncep omeia per gaudir a l'Àndalus d'un exili daurat, però sense cap participació en el poder.
Durant el retorn de Saraqusta a Qúrtuba es va saber que el príncep Abd-ar-Rahman havia desembarcat a al-Munakkab (Almuñécar), i as-Sumayl se li va oposar juntament amb el valí Yússuf al-Fihrí, i es va manifestar partidari d'actuar ràpidament abans que el príncep es pogués reforçar, però Yússuf, considerant que les seves tropes estaven cansades, va decidir continuar el camí a Qúrtuba i va enviar una ambaixada al príncep amb regals i una oferta d'aliança matrimonial.
Abd-ar-Rahman va fer aliança amb els kalbites i, fracassats els intents d'acord, la lluita fou inevitable i el príncep omeia va derrotar Yússuf i as-Sumayl el 14 de maig del 756 a la batalla d'al-Mussara prop de Qúrtuba. Yússuf i as-Sumayl van fugir a Tulàytula (Toledo).
Uns mesos després els dos homes es van entregar a Armil·lat al-Aflum (Gharnata) contra la promesa de salvar la vida i conservar els béns (juliol del 756). Es van instal·lar llavors a Qúrtuba, però els partidaris de Yússuf el van incitar a una nova revolta; va fugir de la capital i es va dirigir a Mārida (Mèrida) on se li van unir els seus partidaris i van avançar cap a Qúrtuba però pel camí fou derrotat pel governador omeia de Ixbiliya (Sevilla) Abd al-Malik ibn Umar ibn Marwan; va fugir altre cop cap a Tulàytula on fou assassinat segurament el 759; els assassins foren suposadament dos dels seus esclaus o bé els habitants d'un llogaret pel que va passar i que volien acabar amb la guerra.